# Бекаури, Нодар Алексеевич
Нодар Алексеевич Бекаури (род. 6 марта 1939) — советский и грузинский театральный и киноактёр, народный артист Грузинской ССР (1989). 

## Биография
С 1964 работает актёром Государственного драматического театра имени К. С. Гамсахурдия в Сухуми. Награждён медалью Чести указом президента Грузии № 317 от 13 мая 1998 года.

## Фильмография
- Чудный характер (1970)
- Огарёва, 6 (1980)
- Брат (1981)
- Колокол священной кузни[укр.] (1982)
- Бьют - беги (1983)
- Клятвенная запись (1984)